# Série de réactions de Bowen
Pour les articles homonymes, voir Bowen.
En minéralogie, la série de réactions de Bowen explique l'ordre de cristallisation des minéraux lors du refroidissement d'un magma. Le diagramme de Bowen ci-contre illustre la succession progressive de ces minéraux et pourquoi certains types de minéraux ont tendance à être trouvés ensemble alors que d'autres ne sont presque jamais associés entre eux. Cette série est décrite par le pétrologiste Norman Levi Bowen en 1915 puis formalisée en 1928 dans son traité sur la cristallisation des roches ignées.

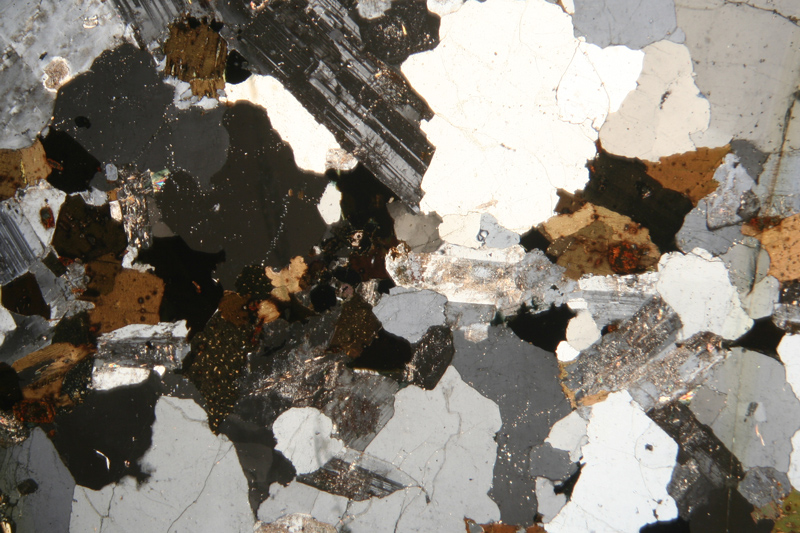
Photomicrographie d'une lame mince de granite en lumière polarisée analysée (LPA) : le quartz présente des teintes de polarisation dans les blancs et gris. Dans les roches à texture grenue, sa forme est xénomorphe car il cristallise le dernier.

En se basant sur le travail de Bowen toujours valide, on peut théoriquement déduire les minéraux présents dans une roche magmatique en fonction des conditions dans lesquelles la matière s'est formée. Cependant cet ordre d'apparition est potentiel car il peut varier par exemple en fonction de la chimie initiale du magma (un magma pauvre en silice ne donnera pas de quartz et la transformation de péridot en pyroxène sera incomplète), la présence d'eau dans le système, de la profondeur donc de la pression à laquelle se fait la cristallisation. malgré ces variations, ces séries donnent une assez bonne indication des suites de cristaux qui se déposent par cristallisation fractionnée des bains silicatés.
L'identité d'arrangement entre la série de réaction de Bowen et la série de stabilité de Goldich (en) indique que les minéraux les derniers formés par différenciation magmatique sont les plus stables vis-à-vis des agents de l'altération météorique.

## Origine de la série de réactions
La série de réactions tire son nom du pétrologiste Norman Levi Bowen, dont les expériences ont conduit à cette règle. Il chauffe de la poudre de roche jusqu'à ce qu'elle fonde puis la refroidit à une température déterminée, après quoi il observe les minéraux qui se sont formés dans les roches produites. Il répète ce processus avec des températures progressivement de moins en moins élevées. Les résultats obtenus l'ont mené à formuler sa série de réactions qui est toujours acceptée aujourd'hui comme l'ordre potentiel de cristallisation des minéraux lors du refroidissement d'un magma.

## Les deux séries réactionnelles
Les deux séries réactionnelles sont la série continue des feldspaths plagioclases (minéraux dits « blancs ») et la série discontinue des ferro-magnésiens (minéraux dits « noirs »). La série des feldspaths plagioclases se fonde sur le fait qu'ils partagent une même structure cristalline et qu'ils peuvent donc se rééquilibrer à tout moment avec le liquide sans pour autant changer de structure. Elle indique que la composition des plagioclases est d'autant plus calcique qu'ils sont apparus précocement, d'autant plus sodique qu'ils sont apparus tardivement (à forte température c'est l'anorthite qui se cristallise, le magma restant s'enrichit en albite qui protège les formations d'anorthite et de minéraux intermédiaires). Les ferro-magnésiens ont des structures cristallines différentes. Ils se forment pour des conditions de températures et de pressions précises et se dissolvent à des températures plus faibles.